# Daisuke Kikuchi
Daisuke Kikuchi (菊池 大介 Kikuchi Daisuke?,  nacido el 12 de abril de 1991 en Yokohama, Kanagawa) es un futbolista japonés. Juega de centrocampista y su equipo actual es el Avispa Fukuoka de la J2 League de Japón.

## Trayectoria

### Clubes
| Club                           | País  | Año             |
| ------------------------------ | ----- | --------------- |
| Shonan Bellmare                | Japón | 2007 - 2016     |
| Thespakusatsu Gunma (préstamo) | Japón | 2010            |
| Urawa Red Diamonds             | Japón | 2017 - 2018     |
| Kashiwa Reysol                 | Japón | 2019 - Presente |
| Avispa Fukuoka (préstamo)      | Japón | 2020 - Presente |

### Selección nacional
| Selección | País  | Año         |
| --------- | ----- | ----------- |
| Sub-20    | Japón | 2009 - 2010 |

## Palmarés

### Títulos nacionales
| Título             | Club               | País  | Año  |
| ------------------ | ------------------ | ----- | ---- |
| J2 League          | Shonan Bellmare    | Japón | 2014 |
| Copa del Emperador | Urawa Red Diamonds | Japón | 2018 |

### Títulos internacionales
| Título                      | Club (*)           | Sede    | Año  |
| --------------------------- | ------------------ | ------- | ---- |
| Copa Suruga Bank            | Urawa Red Diamonds | Saitama | 2017 |
| Liga de Campeones de la AFC | Urawa Red Diamonds | Saitama | 2017 |

(*) Incluyendo la selección.